# Iancu Jianu (Olt)
Iancu Jianu é uma comuna romena localizada no distrito de Olt, na região de Oltênia. A comuna possui uma área de 47.92 km² e sua população era de 4596 habitantes segundo o censo de 2007.